# Killers from Space
Killers from Space is een Amerikaanse sciencefictionfilm uit 1954. De film is geregisseerd door W. Lee Wilder naar het scenario van Myles Wilder. Peter Graves speelt de hoofdrol. De film bevindt zich in het publieke domein. Hij wordt beschouwd als een cult-klassieker.

## Verhaal
Wetenschapper en piloot Doug Martin raakt vermist, nadat hij een nucleaire test heeft uitgevoerd.
Ondanks alle verwachtingen duikt hij enige tijd later weer op. Hij kan zich niets herinneren van de afgelopen tijd. Ook heeft hij een vreemd litteken op zijn borst. 's Nachts heeft hij vreemde visioenen van starende ogen. Wanneer hij betrapt wordt op het stelen van geheime informatie, wordt Martin achtervolgd door de politie. Tijdens die achtervolging krijgt hij een auto-ongeluk. In het ziekenhuis wordt Martin behandeld met sodium amethol, zodat hij de waarheid kan vertellen. Dan herinnert hij zich dat hij is ontvoerd door aliens, die de wereld willen vernietigen. Martin zet zich in om de aliens te verslaan.

## Rolverdeling
| Acteur          | Personage              |
| --------------- | ---------------------- |
| Peter Graves    | Dr. Douglas Martin     |
| Barbara Bestar  | Ellen Martin           |
| Frank Gerstle   | Dr. Curt Kruger        |
| James Seay      | Col. Banks             |
| Steve Pendleton | FBI Agent Briggs       |
| Shepard Menken  | Major Clift, M.D.      |
| John Frederick  | Deneb and The Tala     |
| Jack Daly       | Supervisor             |
| Burt Wenland    | Sgt. Bandero           |
| Ruth Bennett    | Miss Vincent           |
| Ron Gans        | Sentry Sergeant Powers |
| Lester Dorr     | pompbediende           |
| Mark Scott      | verteller              |
| Ben Welden      | piloot                 |
| Roy Engel       | Dispatcher             |
| Coleman Francis | Telefoonoperator       |
| Robert Roark    | wachter                |

## Citaten
- Doug Martin: "Those eyes! Those HORRIBLE eyes!"

## Trivia
- Het verhaal van Killers From Space speelt zich af in Nevada. De kernexplosie die we aan het begin zien, is echter afkomstig van filmbeelden van atoomtests in de Stille Oceaan. Het water van de zee is duidelijk te zien.

## Verwijzingen
- (en)   Killers from Space in de Internet Movie Database
- Killers From Space op Internet Archive
- Killers From Space[dode link] op Google Video